# Hitfix
Hitfix är en amerikansk nöjeswebbplats som bildades i december 2008. Hitfix publicerar information och recensioner inom film, musik och tv. 2010 uppnådde sidan en miljon unika besökare per månad.